# رابرت چارلز کاترل هیل
رابرت چارلز کاترل هیل (انگلیسی: Robert Cottrell-Hill; Robert Charles Hill
۷ نوامبر ۱۹۰۳ – ۱۰ نوامبر ۱۹۶۵) فرد نظامی اهل بریتانیا بود. وی همچنین برندهٔ جوایزی همچون صلیب نظامی شده‌است.